# Igreja Matriz de Nossa Senhora do Belém
A Igreja Matriz de Nossa Senhora do Belém, popularmente chamada de Igreja Matriz de Descalvado, é um templo religioso católico, localizado na cidade de Descalvado, interior do estado de São Paulo, no Brasil. A edificação foi inaugurada em 06 de setembro de 1935, pelo Padre Manoel Alves, no local onde havia uma capela que havia sido inaugurada em 08 de setembro de 1832.

## Histórico
A capela que deu origem à igreja atual teria sido construída por ordem de José Ferreira da Silva que, cumprindo um voto religioso, mandou construir uma pequena capela, sob invocação de Nossa Senhora do Belém. A capela foi inaugurada a 8 de setembro de 1832 e passou por diversas reformas desde a sua inauguração. A data de 8 de setembro acabou por se tornar como o aniversário da cidade.
A imagem da Padroeira Nossa Senhora de Belém foi esculpida em tamanho natural por um artista desconhecido, tendo vindo da Europa (Itália ou Espanha), provavelmente no ano de 1876. Chegou da Europa até o estado da Bahia, e de lá para a cidade paulista de Rio Claro, e então, para Descalvado, em um carro de boi conduzido pelo escravo Estêvão, de propriedade do Capitão Benvindo Gonçalves Franco.

## Arquitetura
As pinturas internas da igreja foram realizadas por Francisco Pavlovic, um artista esloveno que trabalhou no interior do estado de São Paulo durante meados do século XX. Entre 1923 e 1966, Pavlovic atuou principalmente como pintor-decorador de igrejas, sendo o responsável pela decoração interna de 13 igrejas brasileiras, 12 delas no interior do estado de São Paulo e uma na cidade de Rolândia, no Paraná.